# Juan de Jesús García Toussaintt
Juan de Jesús García Toussaintt (Jusepín, estado Monagas, Venezuela), es un militar y político venezolano. Fue ministro del Poder Popular para el Transporte de Venezuela y expresidente de la empresa estatal militar ConstruFANB.

## Vida
En enero de 2011, Juan Toussaintt fue asignado viceministro por decreto presidencial N° 7.996, como viceministro de Articulación y Gestión.
A finales del 2012, fue nombrado ministro del Poder Popular para Transporte Terrestre de Venezuela, tras la muerte del presidente Hugo Chávez, siguió como ministro en el gobierno del presidente Nicolás Maduro.
El 21 de abril de 2013, en cadena nacional es reafirmado como Ministro de Transporte Terrestre del Gobierno Bolivariano de Venezuela para el gobierno de Nicolás Maduro. Posteriormente en junio de 2013 es reemplazado por Haiman El Troudi.
En 2015 es designado como Comandante del Ejército hasta junio de 2017 cuando vuelve como ministro de Transporte hasta finales de ese mismo año.